# ナポレオン・コンプレックス

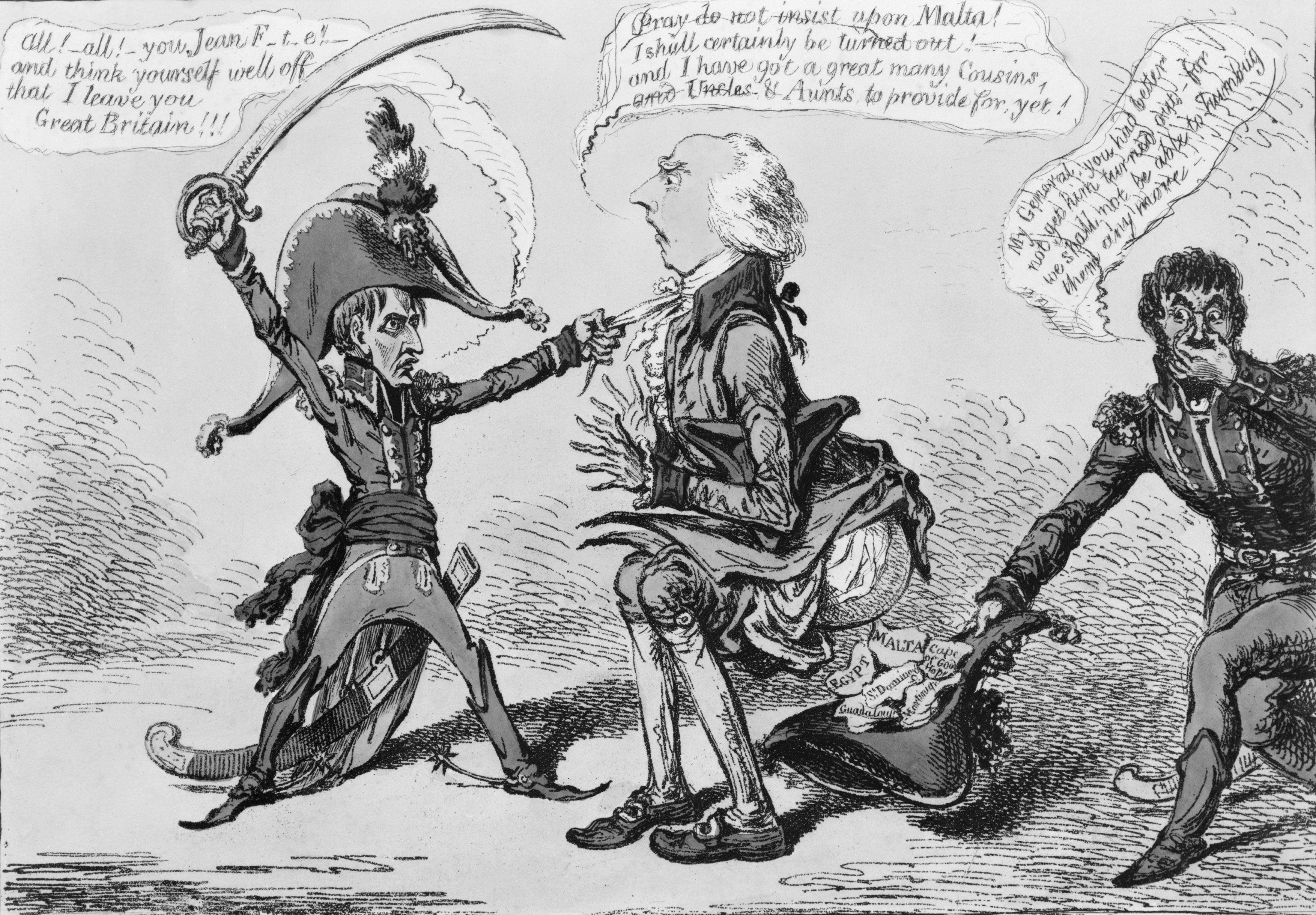
当時のイギリスのプロパガンダにおいて、ナポレオンは身長が低いというものがあった。

ナポレオン・コンプレックス（英: Napoleon Complex）とは、身長が低い男性が持つとされる劣等感のことを指す。このコンプレックスは、過度に攻撃的で支配的な社会的行動によって特徴付けられる。そうした行動は、対象者の身体的・社会的な欠点を補うためのものとされる。心理学でも一般論でも、ナポレオン・コンプレックスは軽蔑的な社会的ステレオタイプとみなされている。
ナポレオン・コンプレックスの別の表現には、ナポレオン症候群、低身長男性症候群などがある。

## 語源
ナポレオン・コンプレックスは、フランスの初代皇帝であるナポレオンにちなんで名付けられた。一般的な言い伝えでは、ナポレオンは身長の低さを補うために、権力、戦争、征服を求めたとされている。こうした考えは、イギリス人が醸成していき、促進してきた。例えば、イギリス人は、ナポレオンの生前と死後に、印刷物や芸術品で敵を貶めるプロパガンダキャンペーンを展開し、1803年、ナポレオンはイギリスの新聞で短気な小男と嘲笑されている。ある歴史家によると、ナポレオンの身長は実際には169cmで、資料によっては当時の成人男性の平均身長よりも2.5cmほど高かったという。また、フランスがメートル法を採用してから28年後にイギリスの島でナポレオンを測定したため、157cmだったと主張する歴史家もいる。ナポレオンは大陸軍と一緒にいることが多く、大陸軍は背の高い男性が多かったため、背が低いと思われていたとされる。

## 研究

### 肯定的
オランダのフローニンゲン大学のアブラハム・バンク教授は、ナポレオン・コンプレックスの証拠を発見したと主張した。同大学の研究者は、163cmの男性は198cmの男性に比べて、嫉妬の兆候を示す可能性が50％高いことを発見した。
2018年には、アムステルダム・ヴリエ大学の進化心理学者マーク・ヴァン・ヴュートのチームが、男性にナポレオン・コンプレックスがあることを示した。実験では身長2m前後の被験者グループと170cm前後の被験者グループで、配られたコインをどちらのほうがより多く相手に渡すかという実験をした結果、2ｍ前後のグループのほうがより多くコインを相手に渡したため、低身長の人間のほうが攻撃的という結論を出した。彼らの進化心理学的仮説によると、人間であれ動物であれ、競争的な状況においてオスが物理的に負けているという合図を受け取ると、ナポレオン・コンプレックスの心理が駆動するという。また、物理的に弱いオスは、間接的に攻撃性を示したり、連合を築いたりするなど、競争条件を平準化するための代替的な行動戦略をとるはずであるという。

### 否定的
2007年のセントラル・ランカシャー大学の研究は、ナポレオン・コンプレックスは俗説である可能性が高いことを示唆した。この研究では、身長の低い男性は、平均的な身長の男性よりも怒る可能性が低いことがわかった。実験では、被験者同士が棒を持って決闘し、一方の被験者が相手の拳をわざと叩くというものであり、心臓モニターを見ると背の高い男性の方が怒りやすく、反撃を行いやすいことがわかった。セントラル・ランカシャー大学のマイク・エスレア講師は、「人々が背の低い男性が攻撃的であるのを見ると、身長はわかりやすい属性であるため、彼の性格が彼の身長によるものだと考えられやすい」とコメントした。
英国で実施されたウェセックス成長研究で、子どもの心理的発達を観察した研究では、性別や社会経済的地位による潜在的な影響をコントロールし、「身長に起因すると思われる人格機能や日常生活の側面における有意な差は見られなかった」としている。これには、リスクを取る行動など、ナポレオン・コンプレックスに関連する一般的な表現も含まれている。